# Trieces facialis
Trieces facialis là một loài tò vò trong họ Ichneumonidae.